# Departamento de Educación del Estado de Maryland
El Departamento de Educación del Estado de Maryland (Maryland State Department of Education, MSDE) es una agencia del gobierno de Maryland. MSDE es el departamento de educación del estado. Tiene su sede en el edificio 200 West Baltimore Street en Baltimore. A partir de octubre de 2012, Lillian M. Lowery, Ed.D. es la jefa del departamento.